# Yves De Winter
Yves De Winter (Lier, 25 mei 1987) is een Belgische ex-doelman die speelde in het betaald profvoetbal. In 2008 reisde hij met de Belgische beloftenploeg af naar Peking voor de Olympische Spelen (vierde plaats), waarop hij derde doelman was. Eind 2009 werd hij opgeroepen voor de nationale ploeg voor duels tegen Spanje en Armenië. Zijn broer Yannick is eveneens doelman.

## Statistieken
| Seizoen | Club              | Competitie           | Duels | Doelp. |
| ------- | ----------------- | -------------------- | ----- | ------ |
| 2005/06 | KVC Westerlo      | Eerste klasse        | 0     | 0      |
| 2006/07 | KVC Westerlo      | Eerste klasse        | 6     | 0      |
| 2007/08 | KVC Westerlo      | Eerste klasse        | 34    | 0      |
| 2008/09 | KVC Westerlo      | Eerste klasse        | 32    | 0      |
| 2009/10 | KVC Westerlo      | Eerste klasse        | 32    | 0      |
| 2010/11 | KVC Westerlo      | Eerste klasse        | 26    | 0      |
| 2011/12 | KVC Westerlo      | Eerste klasse        | 1     | 0      |
| 2011/12 | De Graafschap     | Eredivisie           | 28    | 0      |
| 2012/13 | AZ                | Eredivisie           | 0     | 0      |
| 2013/14 | AZ                | Eredivisie           | 0     | 0      |
| 2014/15 | AZ                | Eredivisie           | 0     | 0      |
| 2015/16 | Sint-Truidense VV | Eerste klasse        | 4     | 0      |
| 2016/17 | Roda JC           | Eredivisie           | 0     | 0      |
| 2017/18 | KSV Roeselare     | Eerste klasse B      | 3     | 0      |
| 2018/19 | Royal Antwerp     | Jupiler Pro League   | 0     | 0      |
| 2019/20 | Royal Antwerp     | Jupiler Pro League   | 0     | 0      |
| 2021/22 | KVC Houtvenne     | Tweede afdeling VV B | 13    | 0      |
| 2022/23 | KVC Houtvenne     | Derde afdeling VV B  | 14    | 0      |
| Totaal  | Totaal            | Totaal               | 193   | 0      |

## Erelijst
| KNVB beker | 1x | 2012/13 |